# Tyszowce
Tyszowce è un comune urbano-rurale polacco del distretto di Tomaszów Lubelski, nel voivodato di Lublino.
Ricopre una superficie di 129,48 km² e nel 2004 contava 6 438 abitanti.